# Firudin Bey Vezirov
Firudin bey Jamal bey oglou Vezirov (en azéri : Firidun bəy Camal bəy oğlu Vəzirov, en russe : Фиридун-бек Джамал-бек оглы Везиров), né le 19 avril 1850 et mort le 30 juillet 1925, est un général de brigade de l’armée impériale russe.

## Biographie
Firudin bey Jamal bey oglu est né le 19 avril 1850 à Tiflis dans une famille noble musulmane. Son père, Jamal Bey Mirza Ismayil oglou, était huissier à Tiflis et sa mère, Asmat, était une femme au foyer. Firudin bey a reçu sa première éducation au gymnase classique de Tbilissi.
En 1868, il est diplômé de l’école de cavalerie des Junkers de Elasivetgrad. Il commence son service militaire avec le grade de sous-officier dans le septième régiment de hussards biélorusse.
En 1877 le capitaine de cavalerie Firidun bey, servant dans le 15e régiment de dragons de Tver, est nommé commandant du quatrième escadron. Lors de la guerre russo-turque de 1877-1878 son escadron libère les villages Mehmetçi, Dobruji, Chobankoysu, Hacıoglu situés autour de la ville d’Odessa du 19 août au 8 septembre. Il a reçu une médaille de bronze pour ses capacités de commandement et une médaille d'argent pour la célébration de l'anniversaire de l'empereur Alexandre III.
Le lieutenant-colonel Firudun bey Vezirov dont le lieu de service avait été remplacé à la deuxième division de cavalerie caucasienne après la guerre a été élu membre du tribunal du district militaire du Caucase en tant qu'excellent officier. Firudun Bey, qui reçut le grade de colonel le 13 octobre 1897, était commandant du dixième régiment de Novotroitsky. Firudin Bey Vezirov, qui a fait son service militaire à Varsovie, à Rilki et dans d'autres villes a reçu le grade du général de brigade le 18 avril 1906. Le général de division Firidun Bey Vezirov, démobilisé de l’armée cette année-là, réside dans sa ville natale, à Tbilissi, à sa propriété de cent onze, avenue Mikhailskaïa. Le général Firudin bey Vezirov a été récompensé par de hauts ordres au cours de ses trente-huit années de service dans les troupes régulières. Le 19 janvier 1882 il a été décoré avec l’Ordre de Saint-Stanislas de troisième classe (dans la version pour musulmans), le 6 mai 1889 – par l’Ordre de Sainte-Anne de troisième classe, le 15 juin 1893, Ordre de Saint-Stanislas de deuxième classe, le 22 septembre 1898 – l’Ordre de Saint-Vladimir de quatrième classe, le premier août 1902 - par l’Ordre de Sainte-Anne de deuxième classe, le 20 novembre 1905 - l’Ordre de Saint-Vladimir de deuxième classe.

### Service pour laRépublique démocratique d'Azerbaïdjan
Le général Firudin bey Vezirov, qui a démissionné à l'été 1919, a été invité au service militaire dans l'armée azerbaïdjanaise par le ministère de la Défense de la République d'Azerbaïdjan et a participé activement à la construction de l'armée nationale. Il a été nommé Commandant de Bakou à partir du 1er du même mois par l'ordre du Ministre de la Défense Samad Bey Mehmandarov du 7 août 1919. En même temps, il a temporairement mis en pratique les devoirs du poste de chef de la garnison de Bakou. Puisque le commandant de la 2e division d'infanterie, le général de brigade Ibrahim aga Usubov fut nommé chef de la garnison de Bakou, Firudin bey Vazirov continua à servir uniquement comme commandant de Bakou. Il a été arrêté le 2 juillet 1921 en tant qu'agent du parti « islamique ». Après un certain temps, il a été libéré sous l'ordre de Nariman Narimanov, président du Soviet des Commissaires Populaires d'Azerbaïdjan. Cependant, en 1925, il a été arrêté de nouveau et exécuté.
Un des documents appartenant au général de division Firidun bey Vazirov attire notre attention. Chansons de berceau écrites en alphabet russe et arabe. Le général traduisit des bayati, les proverbes et chansons de berceau collectés par le fameux éducateur Ismayil Bey Afandiyev des villages de Nukha en langue russe. Bien qu’il ait effectué ses services militaires dans les villes russes, c’est-à-dire dans l'environnement étranger pendant longtemps, le général Firidun Bey Vezirov a réussi à garder sa langue maternelle .